# Heidi The Ride
Heidi The Ride is een houten achtbaan in het Belgische attractiepark Plopsaland Belgium, opgebouwd rond het Studio 100-karakter Heidi. De achtbaan is gebouwd door Great Coasters International en ontworpen door Skyline Design LCC.
De afstand tussen de uiterste punten (het startstation en attractie De Vleermuis) bedraagt 370 meter. De attractie ligt in het themagebied Heidiland, vlak naast DinoSplash. Heidiland ziet eruit als een typisch Zwitsers dorpje met houten huisjes, een terras en een draaimolen.

## Geschiedenis
Op 7 september 2015 zijn de allereerste voorbereidingswerken voor de achtbaan begonnen met het kappen van bomen en verleggen van de Plopsa Express, een treintje dat een rondrit biedt door dat deel van het park. De bouw van de attractie zelf is begonnen op 26 november 2015 en bestaat uit twee fasen: de houten achtbaan (klaar tegen juli 2016) en het thematiseren van het gebied eromheen (april 2017).
De deadline voor het openen van de achtbaan werd gehaald, maar in juli 2016 verliep de milieuvergunning van het park waardoor het park alleen geëxploiteerd kan worden als voorheen, om geen klachten van buurtbewoners van geluidsoverlast over zich heen te krijgen. Er werden eerst tijdelijke geluidswanden gebouwd langs de baan, maar die bleken niet voldoende. Bijgevolg is de opening van de achtbaan een jaar uitgesteld tot het voorjaar van 2017, en werd ondertussen gewerkt aan de thematisering en het construeren van tunnels zodat de baan meteen volledig afgewerkt kon geopend worden.
De achtbaan werd op 1 april 2017 geopend voor het publiek.

## Investering
De aanleg van Heidiland, het nieuwe themagebied rond de achtbaan met onder andere nog een draaimolen en winkels, was een investering van ongeveer 7 miljoen euro, waarvan de achtbaan 4,5 miljoen euro uitmaakt.

## Trivia
- De lay-out van de baan is bijna identiek met datgeen van White Lightning in Fun Spot America te Orlando, Florida. Er werden enkele kleine aanpassingen gemaakt om de baan op de locatie in De Panne te doen passen. Heidi The Ride is ook een volledig houten achtbaan, terwijl White Lightning een hybride achtbaan is met stalen ondersteuningen.[3]
- In 2019 opende Plopsa in Majaland Kownaty een gespiegelde kopie van de baan. De Poolse versie heeft het thema van weerwolven.

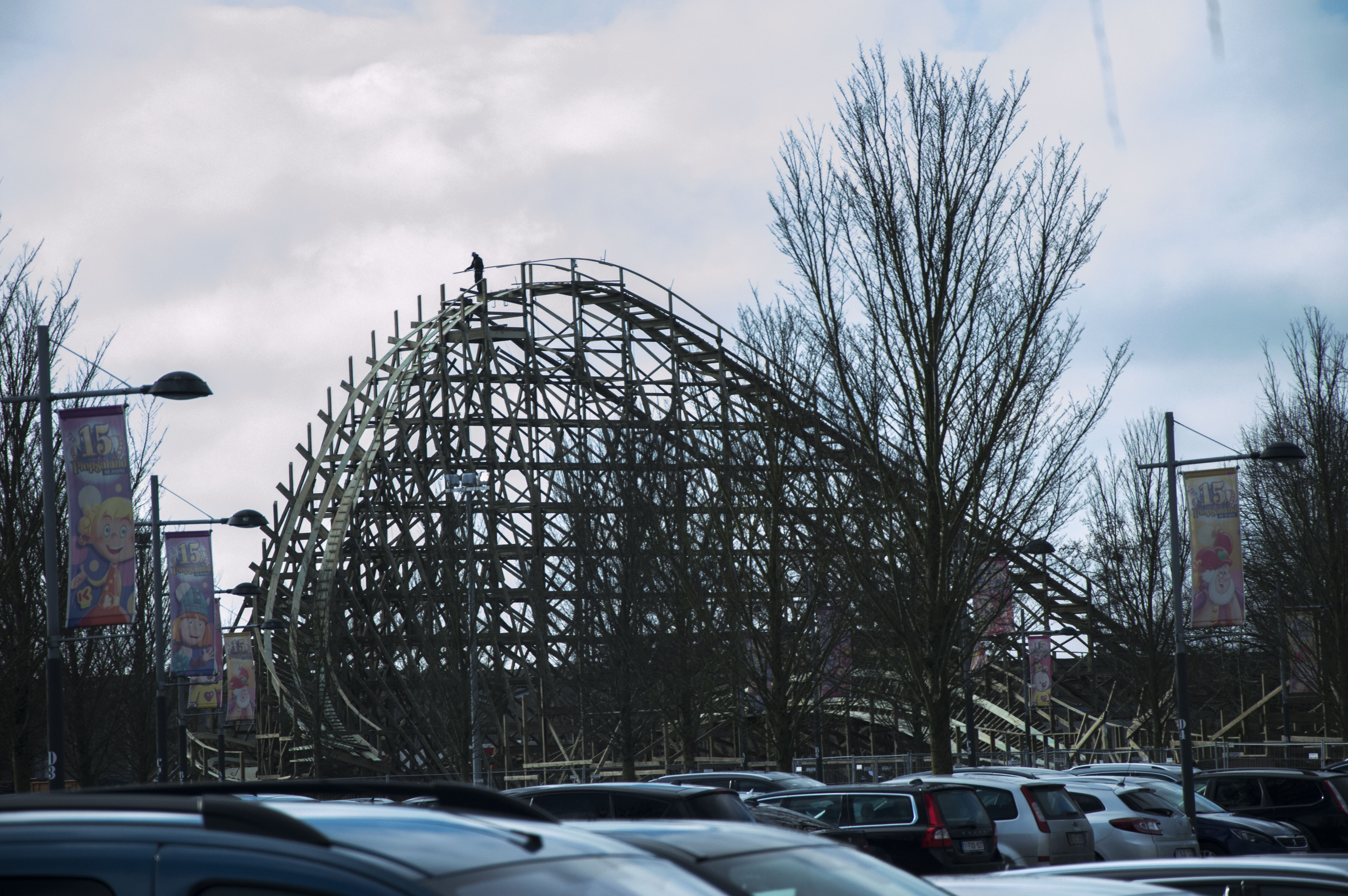
Heidi The Ride in aanbouw
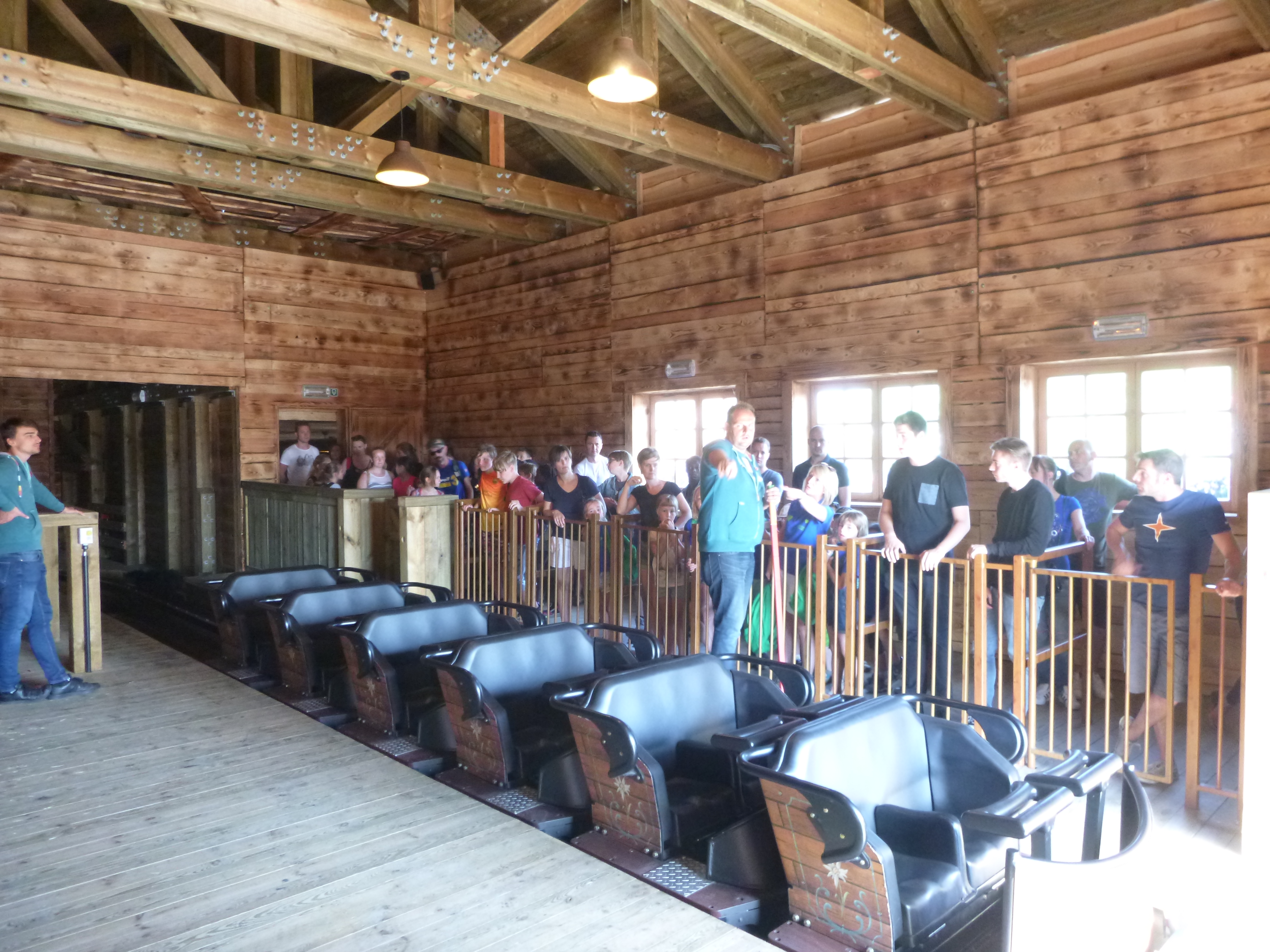
Station
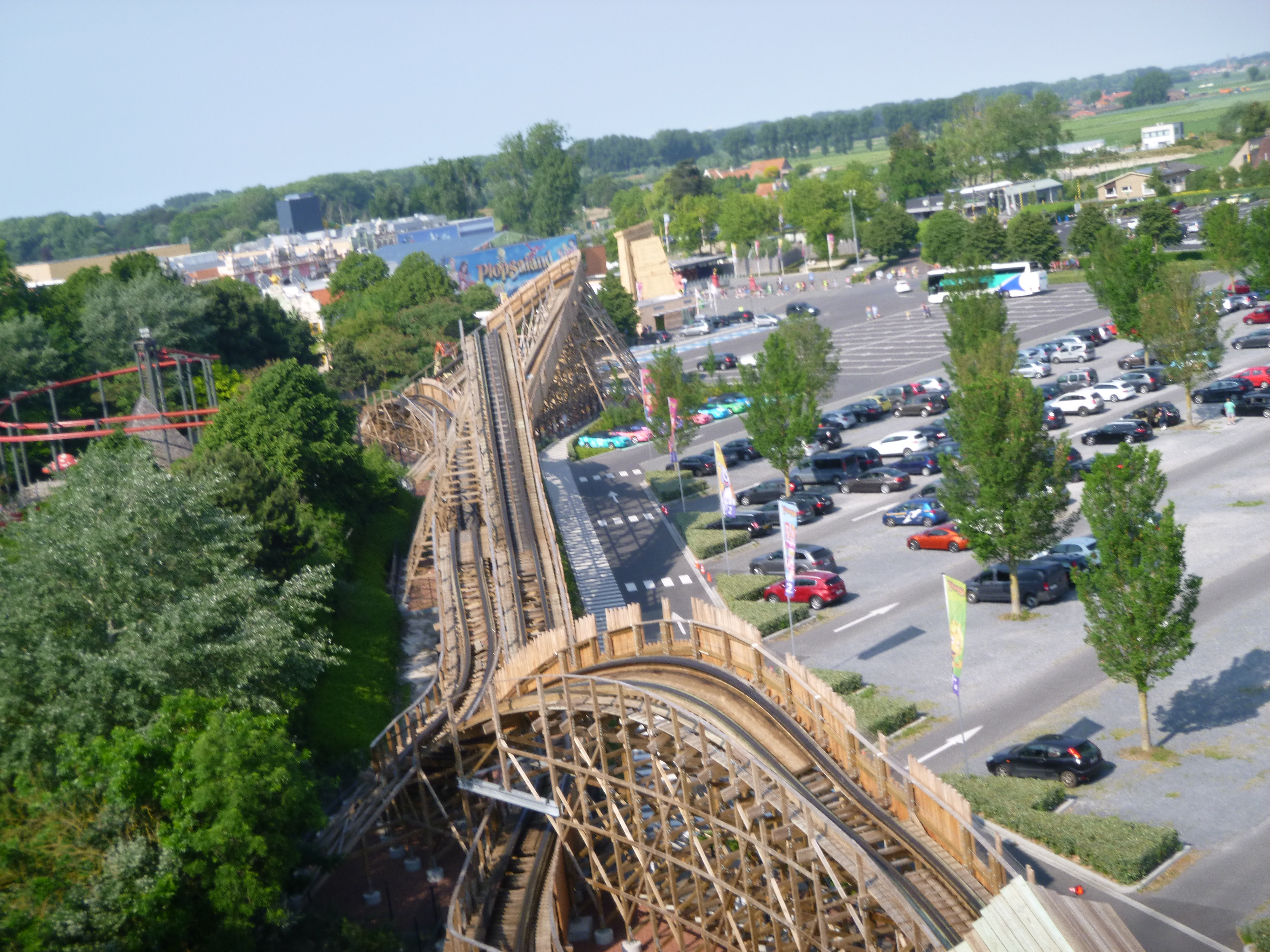
Drop

Afbeeldingen